# Тремсбител
Тремсбител (њем. Tremsbüttel) општина је у њемачкој савезној држави Шлезвиг-Холштајн. Једно је од 55 општинских средишта округа Штормарн. Према процјени из 2010. у општини је живјело 1.875 становника. Посједује регионалну шифру (AGS) 1062081.

## Географски и демографски подаци
Тремсбител се налази у савезној држави Шлезвиг-Холштајн у округу Штормарн. Општина се налази на надморској висини од 46 метара. Површина општине износи 10,3 km². У самом мјесту је, према процјени из 2010. године, живјело 1.875 становника. Просјечна густина становништва износи 182 становника/km².